# Data Over Cable Service Interface Specification
Data Over Cable Service Interface Specification (DOCSIS) est une norme qui définit les règles et les protocoles d'interfaces, de communication et de configuration pour les systèmes de transport de données et d'accès à Internet utilisant les anciens réseaux de télévision par câble coaxial. Il permet l'ajout du transfert de données, à vitesse élevée, aux systèmes existants de télévision par câble.

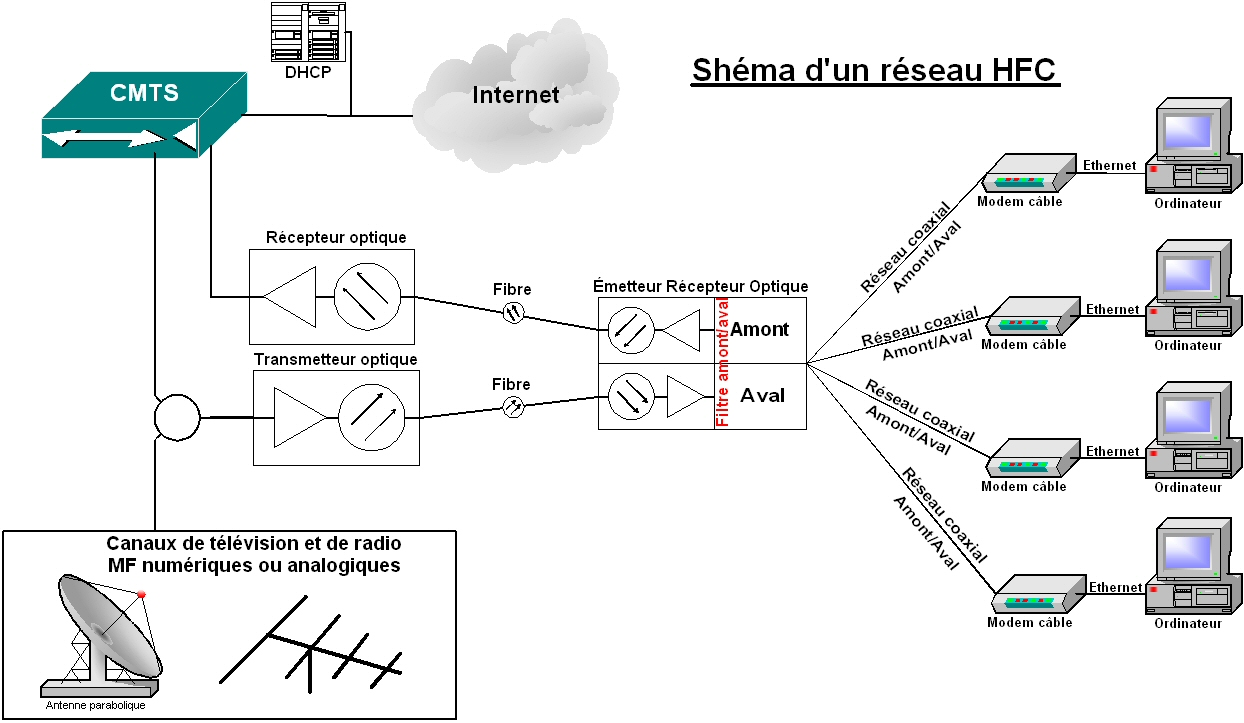
Schéma d'un réseau HFC compatible avec les normes Docsis. En pratique une fibre optique bidirectionnelle supportant 2 ou 3 longueurs d'onde est généralement utilisée entre le CMTS et le nœud optique.

DOCSIS est utilisé par beaucoup d'opérateurs de télévision par câble pour fournir l'accès à Internet sur leur infrastructure hybride existante HFC (hybride fibre et coaxial) qui sert ou servait à la télévision par câble.

## Histoire et standardisation
Le développement de DOCSIS est dû au consortium industriel CableLabs, qui regroupe les entreprises les plus importantes de l'industrie de la télévision par câble et qui a publié les spécifications suivantes :
- DOCSIS 1.0, publiée en mars 1997
- DOCSIS 1.1, publiée en avril 1999
- DOCSIS 2.0, publiée en janvier 2002
- DOCSIS 3.0, plusieurs itérations publiées entre 2006 et 2010
- DOCSIS 3.1, publiée en octobre 2013
- DOCSIS 4.0, publiée en octobre 2017
- DOCSIS 5.0, attendue à partir de 2025[1]

DOCSIS 3.1  permet des débits théoriques pouvant atteindre 10 Gbit/s en débit descendant et 1 Gbit/s en débit montant,. Elle utilise une modulation OFDM, qui agrège 24 canaux de 8 MHz regroupés dans des bandes de fréquence de 192 MHz ; 2 bandes de 192 MHz peuvent être utilisées par un seul abonné, permettant ainsi des débits plus élevés que les versions précédentes de la norme.
Les versions européennes de DOCSIS s'appellent EuroDOCSIS. La différence principale concerne les canaux du câble qui ont en Europe une largeur de bande de 8 MHz (PAL), tandis qu'en Amérique du Nord les canaux ont 6 MHz de largeur (NTSC). Ceci permet d'attribuer plus de largeur de bande à la circulation de données descendantes (c'est-à-dire du réseau vers l'utilisateur, marqué "aval" dans la figure). Il y a aussi une norme DOCSIS différente au Japon.

## Caractéristiques techniques
Dans les réseaux DOCSIS, la capacité de transmission du câble (débits en émission et réception) est partagée entre les abonnés connectés au même câble coaxial en utilisant un principe proche de celui permettant le partage d’une fibre optique GPON sur un réseau FTTH.
Pour multiplexer les flux de données des abonnés, DOCSIS emploie les méthodes d'accès multiple par répartition temporelle (TDMA), S-CDMA (Synchronous Code Division Multiple Access) (DOCSIS 2.0 et 3.0) ou les codages OFDM et OFDMA pour la norme DOCSIS 3.1. Ces méthodes d'accès diffèrent de celle utilisée sur les réseaux Ethernet historiques, le CSMA/CD, car les systèmes DOCSIS ne présentent pas de collisions.
Dans les normes DOCSIS, il y a plusieurs variantes des couches OSI 1 et 2 qui peuvent être configurées, indépendamment des méthodes d'accès. La modulation numérique QAM, jusqu’à 256QAM est employée pour la modulation des flux de données descendants, et les modulations QPSK ou 16QAM sont employées pour la modulation du flux de données montant. La largeur de la bande passante de chaque canal s'étendait de 400 kHz à 3,2 MHz en DOCSIS 1.0/1.1. La vitesse montante (vers l'amont) dans la norme DOCSIS 1.0 était limitée à 5 Mbit/s, et à 10 Mbit/s dans DOCSIS 1.1.
DOCSIS 2.0 a amené, au début des années 2000, des améliorations pour le flux montant, grâce à une modulation plus dense (64QAM) et des canaux plus larges (6,4 MHz en Europe). La norme DOCSIS 2.0 a introduit l'annulation des signaux interférents (ingress cancellation) sur la voie montante, ce qui améliore considérablement la vitesse. Toutes ces améliorations combinées procurent une vitesse montante de 30,72 Mbit/s par canal en DOCSIS 2.0. Toutes les versions du standard DOCSIS 2.0 procurent un flux descendant pouvant aller jusqu’à 38 Mbit/s par canal.
L'évolution, en 2006, de la norme DOCSIS 2.0 vers la norme DOCSIS 3.0 a apporté de nouvelles améliorations techniques dont :
- l'agrégation de canaux, qui permet l'augmentation des débits, dans le sens descendant, à 200 Mb/s en agrégeant 4 canaux et jusqu'à 1 Gb/s en agrégeant 24 canaux[9],[8] ;
- la prise en compte de l'IPv6 ;
- l'attribution dynamique des canaux, pour une meilleure optimisation des ressources ;
- une meilleure qualité de service (QoS) ;
- le support de l'IPTV pour diffuser la télévision.

Depuis 2013 des opérateurs déploient une variante du protocole DOCSIS 3.0 utilisant, à la place du câble coaxial, une fibre optique jusqu’à l’abonné : la RFoG (en)  (Radio Frequency over Glass). Cette technique permet de faire cohabiter sur une même fibre optique les canaux de télévision et les flux Internet.
C’est la technique déployée en France par Numericable-SFR sur les réseaux d’initiative publique FTTH de l’Ain et de Dunkerque.
Avec DOCSIS 3.1, on abandonne, pour le transfert des "données" l’ancienne découpe en canaux (de 6 ou 8 MHz) héritée de la télévision par câble, au profit d’une modulation OFDM/OFDMA pouvant utiliser une grande partie, ou même la totalité de la bande passante du câble coaxial ; plus précisément, la partie basse de la bande de fréquence (de 5 à 100 MHz environ) est utilisée pour le sens amont et la partie haute (108 MHz à 1,2 GHz, voire plus) pour le sens aval ; les chaines de télévision utilisent alors les modes IPTV comme dans le cas des box xDSL ou fibre optique.
Les premiers déploiements de la version DOCSIS 3.1 pourraient advenir, aux alentours de 2016, une évolution liée aux demandes et besoins de débits de plus en plus élevés et à la disponibilité d'équipements compatibles avec cette norme (CMTS et modems câble). À noter que cette évolution technique nécessitera une migration architecturale et matérielle importante ; pendant la transition, le réseau devra héberger le DOCSIS 3.0 en parallèle du DOCSIS 3.1, sur les mêmes équipements CMTS.

## Équipements
Le CMTS (en) (Cable Modem Termination System) est l'équipement de tête de ligne utilisé par les compagnies de câblodistribution ; il est équivalent au DSLAM (Digital Subscriber Line Access Multiplexer) de la technologie xDSL (Digital Subscriber Line). Le CMTS est le dispositif auquel les ports montant et descendant sont connectés. Pour fournir une communication bidirectionnelle sur une fibre optique, il est nécessaire d'utiliser au moins deux longueurs d'onde, une par sens de transmission, généralement à 1 310 nm pour la liaison montante (depuis l’abonné) et autour de 1 500 nm pour la liaison descendante. Sur la partie coaxiale, en raison du bruit dans le circuit de retour (voie montante), on a généralement un débit plus élevé sur la liaison descendante. Pour toutes les versions de DOCSIS, jusqu’à la norme DOCSIS 3.1 incluse, les liaisons montantes ne peuvent pas transférer les données aussi rapidement que sur les liaisons descendantes, les raisons principales étant le bruit lié aux interférences sur la ligne et, en DOCSIS 3.0 / 3.1, la bande de fréquence plus étroite et le nombre de canaux agrégés plus faible qui sont attribués au sens montant.
L'ordinateur du client est connecté au modem câble, qui est relié au CMTS via un « nœud optique » actif (qui assure la conversion électrique/optique) et via le réseau HFC. Le CMTS route alors le trafic entre le réseau câblé et Internet. Les opérateurs de câble ont la pleine maîtrise opérationnelle de la configuration du modem câble par l'utilisation d'un serveur DHCP (Dynamic Host Configuration Protocol) qui attribue au modem câble et éventuellement à l'ordinateur du client leur adresse IP.
La phase d'initialisation logicielle en DOCSIS est généralement la suivante (fortement simplifiée) : 
1. Le modem envoie une requête DHCP (BOOTP) de façon à connaître la configuration réseau à utiliser.
2. Le CMTS renvoie une adresse IP locale (à ne pas confondre avec l'adresse IP de l'ordinateur sur Internet), sa passerelle, et plus spécifiquement l'adresse IP du serveur TFTP et le nom du fichier de configuration à aller y chercher.
3. Le modem se connecte au serveur TFTP et télécharge le fichier de configuration nommé précédemment. Ce fichier contient entre autres les informations relatives à la vitesse de connexion du modem, sa priorité sur le réseau, et le nombre d'ordinateurs autorisés à accéder au modem en même temps.
4. Le modem informe le CMTS qu'il a bien reçu le fichier, et qu'il est prêt à opérer (phase de synchronisation).

Ensuite, le ou les ordinateurs branchés au modem peuvent eux-mêmes demander leurs informations de connexion (notamment une adresse IP privée) via le protocole DHCP, et agir comme sur un réseau local conventionnel.

## Vitesses de transfert
Voici trois exemples de débits montants et descendants :
- Vidéotron, une compagnie de télécommunications canadienne, offre à ses clients résidentiels et affaires un forfait avec un débit du flux vers l'aval allant jusqu'à 200 Mbit/s et 30 Mbit/s vers l'amont. Depuis 2016, la compagnie offre à ses clients de certains secteurs de la ville de Laval un forfait de flux vers l'aval allant jusqu'à 1 Gbit/s et 50 Mbit/s vers l'amont.
- Numericable-SFR offrait en 2014, jusqu'à 400 Mbit/s de débit vers l'aval[14] et 20 Mbit/s dans le sens amont[15]. Numericable-SFR a poussé, début 2015 les débits à 800 Mbit/s en download et 40 Mbit/s en upload dans certaines régions[9], puis en 2016, jusqu'à 1 Gb/s vers l'aval et 60 Mbit/s dans le sens montant dans certaines villes[16].
- Monaco Telecom offre depuis le 8 septembre 2015 jusqu'à 1,2Gbit/s en download (24 voies descendantes) et jusqu'à 216 Mbit/s en upload (8 voies montantes), cependant les box fournies ne peuvent délivrer que 1 Gbit/s sur la voie descendante.

Un port optique descendant peut alimenter jusqu’à 1 000 modems câbles. Un port montant peut être alimenté par 150 modems. L'adaptation de capacité est gérée en diminuant le nombre d'abonnés sur chaque port descendant et montant du CMTS et, en DOCSIS 3.0, en augmentant le nombre de canaux attribués à chaque modem.